# Parectoneura bivittata
Parectoneura bivittata är en kackerlacksart som beskrevs av Roth, L. M. 1990. Parectoneura bivittata ingår i släktet Parectoneura och familjen småkackerlackor. Inga underarter finns listade i Catalogue of Life.